# Isłam Satpajew
Isłam Nazargożauły Satpajew (ur. 21 września 1998 w Ałmaty) – kazachski strzelec sportowy.
Podczas igrzysk olimpijskich w 2024 roku wywalczył brązowy medal w konkurencji karabinu pneumatycznego 10 m drużyn mieszanych, razem z Aleksandrą Le został pierwszym medalistą tych igrzysk. W pojedynku o brązowy medal kazachski mikst pokonał wynikiem 17:5 Niemcy. Na tej samej imprezie zajął 21. miejsce w konkurencji karabinu pneumatycznego 10 m oraz 18. miejsce w konkurencji karabinu małokalibrowego 50 m (trzy postawy).